# (835) Olivia
(835) Olivia ist ein Asteroid des Hauptgürtels, der am 23. September 1916 vom deutschen Astronomen Max Wolf in Heidelberg entdeckt wurde.
Die Herkunft des Namens ist nicht bekannt.